# 源俊房
源 俊房（みなもと の としふさ）は、平安時代中期から後期にかけての公卿・能書家。村上源氏、右大臣・源師房の子。官位は従一位・左大臣。堀川左大臣とも称される。

## 経歴
後冷泉朝初頭の寛徳2年（1045年）伯父・藤原頼通の養子として元服し、従五位上に直叙される。永承元年（1046年）正五位下・左近衛少将、永承2年（1047年）左近衛権中将、永承3年（1048年）従四位下次いで従四位上、永承4年（1049年）正四位下と急速に昇進し、永承5年（1050年）16歳で従三位に叙せられ公卿に列す。
公卿昇進後も、永承6年（1051年）正三位、天喜2年（1054年）従二位、天喜5年（1057年）参議と昇進を続ける。しかし、同年後朱雀天皇の皇女で3歳年上の前斎院・娟子内親王と通じて勅許を得ずに結婚する事件を起こす。これに対して、娟子内親王の同母弟である春宮・尊仁親王（後の後三条天皇）は怒り狂い、後冷泉天皇からも勅勘を蒙り、俊房は蟄居を余儀なくされた。しかし、俊房が摂関家の縁者であることもあり、具体的な処罰までには至らなかった。
康平3年（1060年）謹慎を解かれると、康平4年（1061年）権中納言、康平7年（1064年）正二位と再び昇進した。治暦4年（1068年）後三条天皇が即位すると、娟子内親王の降嫁事件で天皇から疎まれていた俊房は昇進が遅滞する。延久元年（1069年）検非違使別当を辞任すると、延久4年（1072年）には同母弟源顕房や従兄藤原忠家に権大納言の昇進で先を越されてしまった。
白河朝に入ると、承保元年（1074年）権大納言に昇任して再び顕房を抜き返し、承暦4年（1080年）大納言となる。永保2年（1082年）右大臣・藤原俊家が出家した際、白河天皇は後任について中宮・藤原賢子の実父である顕房を念頭に近臣の左中弁・大江匡房と相談するが、かつて俊房に師事していた匡房の意見によって、結局俊房を任じたとの逸話がある。永保3年（1083年）左大臣に昇任し、その後没するまでの約40年に亘って一上として公卿筆頭の座を占めた。
堀河朝の寛治7年（1093年）左近衛大将に任ぜられ、顕房とともに兄弟で左右大臣・左右大将を独占した。寛治8年（1094年）従一位に至る。
永久元年（1113年）輔仁親王の護持僧を務めた子息の仁寛が鳥羽天皇の暗殺を企てたとされ、伊豆国への流罪となる。一方で、俊房と他の子息は暗殺計画には無関係で処罰すべきでないとの参議・藤原為房の主張により、俊房は連座を逃れるが政治的権力を失って失脚し、子息達とともに謹慎を余儀なくされる(永久の変)。翌永久2年（1114年）白河法皇の命令によって俊房は出仕を再開した。
保安2年（1121年）2月26日に出家、法名は寂俊。最終官位は従一位左大臣。同年11月12日薨去。享年87。

## 人物
朝廷の儀式に関する先例故実に詳しく、また文才にも優れ、漢詩作品が『本朝続文粋』『中右記部類紙背佚名漢詩集』『扶桑古文集』などに残っている。勅撰歌人として、『後拾遺和歌集』以下の勅撰和歌集に4首の和歌作品が採録されている。また、その優れた学才により村上源氏の最盛期を築いた。
俊房の日記は『水左記』と題され、現在判明しているところ康平5年（1062年）から天仁元年（1108年）まで綴られた。また能書でも知られた。

## 官歴
『公卿補任』による。
- 寛徳2年（1045年） 3月4日：従五位上（元服日、以左大臣養子也）
- 永承元年（1046年） 2月13日：侍従。9月23日：左近衛少将。11月13日：正五位下（大嘗会、馨子内親王御給）
- 永承2年（1047年） 正月28日：兼近江権介。12月13日：左近衛権中将
- 永承3年（1048年） 2月11日：従四位下（中将労）、兼近江介。12月7日：従四位上（上東門院御給）
- 永承4年（1049年） 2月5日：正四位下（祐子内親王給）
- 永承5年（1050年） 10月13日：従三位（上東門院行幸賞、父卿譲）、左中将如元
- 永承6年（1051年） 2月13日：正三位（皇后宮初入御内裏賞）
- 永承7年（1052年） 2月26日：兼近江権守
- 天喜2年（1054年） 2月22日：従二位（左大臣譲）
- 天喜5年（1057年） 3月30日：参議、中将権守如元
- 康平4年（1061年） 12月8日：権中納言
- 康平7年（1064年） 10月13日：正二位（父卿譲、行幸次上東門院賞）
- 康平8年（1065年） 11月11日：兼右衛門督
- 治暦3年（1067年） 5月12日：検非違使別当
- 治暦4年（1068年） 12月29日：兼左衛門督
- 延久元年（1069年） 5月2日：辞別当
- 承保元年（1074年） 12月26日：権大納言
- 承保4年（1077年） 閏12月5日：太皇太后宮大夫（太皇太后・章子内親王）
- 承暦4年（1080年） 8月1日：大納言
- 永保元年（1081年） 12月17日：兼陸奥出羽按察使
- 永保2年（1082年） 12月19日：右大臣
- 永保3年（1083年） 正月26日：左大臣
- 寛治7年（1093年） 12月27日：兼左近衛大将
- 寛治8年（1094年） 正月5日：従一位。3月：辞大将
- 永長元年（1096年） 正月26日：蒙輦車宣旨
- 保安2年（1121年） 正月19日：左大臣上表。2月26日：出家（法名・寂俊）。11月12日：薨去（左大臣従一位）

## 系譜
- 父：源師房
- 母：藤原尊子 - 藤原道長五女
- 正室：娟子内親王 - 後朱雀天皇第二皇女
- 妻：藤原朝元女
  - 男子：勝覚（1057-1129） - 東寺長者・醍醐寺座主・権僧正
- 妻：源実基女
  - 男子：証観（1065-1137） - 園城寺大僧正
  - 男子：源師頼（1068-1136）
  - 男子：源覚（1079-1136） - 仁和寺権大僧都
- 妻：源基平女
  - 男子：源師時（1077-1136）
- 妻：平重経女
  - 男子：源師俊（1080-1141）
- 妻：藤原重房女
  - 男子：源忠時
  - 男子：実運（1105-1160）醍醐寺座主・権少僧都
  - 男子：明海
- 生母不明の子女
  - 男子：源師重 - 左近衛中将・左京大夫
  - 男子：源宗光 - 左京大夫
  - 男子：実縁
  - 男子：仁寛（?-1114） - 仁和寺阿闍梨
  - 男子：俊顕 - 仁和寺僧都
  - 男子：俊智 - 園城寺少僧都
  - 男子：俊円（1107-1166） - 天台座主・権僧正
  - 男子：寛雲 - 仁和寺法眼
  - 男子：寛真[9]
  - 男子：寛壱[9]
  - 女子：藤原宗俊室（?-1133）
  - 女子：源方子（1066-1152） - 藤原長実室
  - 女子：源任子 - 藤原忠実室[10]
  - 女子：源師能室[11]
- 養子
  - 男子：俊覚（1057-1103） - 延暦寺権少僧都。実父は左京大夫藤原公房。